# Fürstentum Lichtenberg

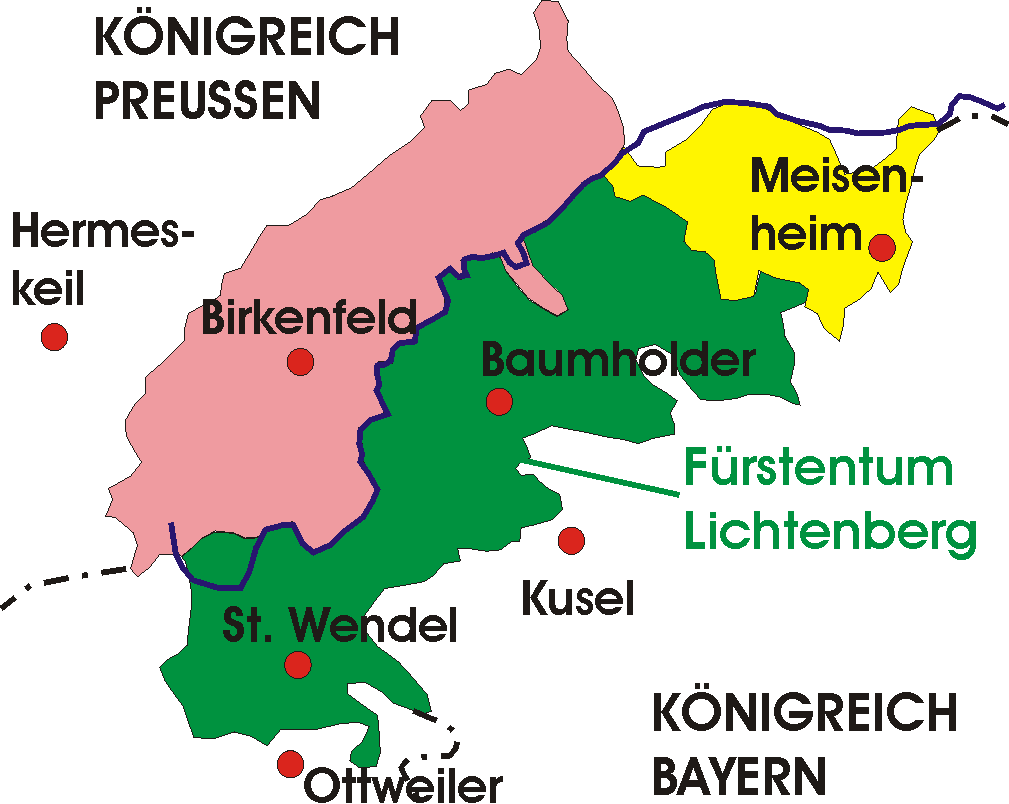
Fürstentum Lichtenberg

Das Fürstentum Lichtenberg war seit 1816 eine abgelegene Exklave des Herzogtums Sachsen-Coburg-Saalfeld beziehungsweise von 1826 bis 1834 des Herzogtums Sachsen-Coburg und Gotha, die schließlich an Preußen abgetreten wurde. Am rechten Ufer der Nahe gelegen, gehört sein Gebiet heute teils zum Saarland und teils zu Rheinland-Pfalz.

## Geschichte
Nach den Niederlagen Napoleons in den Befreiungskriegen kamen nach dem Wiener Kongress (1815) die linksrheinischen Gebiete zu Bayern, Hessen-Darmstadt und Preußen. Dabei erhielt der Herzog von Sachsen-Coburg-Saalfeld Ernst I. zum Lohn für seine Dienste als General und Korpskommandant in den Kämpfen gegen Napoleon im Jahre 1816 eine große Besitzung von 8,25 Quadratmeilen und rund 22.000 Einwohnern um St. Wendel und Baumholder, zunächst unter der Bezeichnung „Herrschaft Baumholder“. Am 11. September 1816 erfolgte die förmliche Besitzergreifung.
Durch Dekret des Herzogs vom 6. März 1819 wurde das Gebiet nach der zwischen Baumholder und Kusel gelegenen Burg Lichtenberg in Fürstentum Lichtenberg umbenannt. Die Anpassung von herzoglichem Titel und Wappen erfolgte erst über ein Jahr später mit Verordnung vom 20. Juni 1821; das hinzugekommene Wappen des Fürstentums Lichtenberg wird hier wie folgt beschrieben: „das Feld ist von Silber und Blau quer getheilt, und in der untern blauen Hälfte mit silbernen Kreuzen bestreut; mit einem goldgekrönten Löwen welcher in der obern silbernen Hälfte blau, in der untern blauen Hälfte silbern ist.“
St. Wendel war Regierungssitz und Wohnsitz von Luise von Sachsen-Gotha-Altenburg (Herzogin von Sachsen-Coburg-Saalfeld), von 1824 bis zu deren Tod im Jahre 1831. Sie war ab 1826 geschieden und Mutter von Erbprinz Ernst II. und Prinz Albert, dem späteren Gemahl der britischen Königin Victoria, und residierte in dieser Zeit in St. Wendel.
Aufgrund politischer Unruhen in St. Wendel 1831/1832 sowie der großen Entfernung zum Hauptteil des Herzogtums verkaufte der Herzog das Fürstentum mit Staatsvertrag vom 31. Mai 1834 an Preußen für eine Jahresrente von 80.000 Talern. Im Herbst des Vorjahres war Kronprinz Friedrich Wilhelm IV. von Preußen im Zuge einer Reise durch die Rheinprovinz auch nach St. Wendel gekommen und hatte angesichts des bevorstehenden Verkaufs an seinen Vater, König Friedrich Wilhelm III., geschrieben: „Der saubere Herzog verkauft alles, was er noch an Domänen in St. Wendel hat, um noch zu guterletzt alles mögliche Geld aus dem Ländchen zu ziehen und unsern Staat so noch recht hübsch über den Löffel zu barbieren. Es ist seiner unwürdig.“ Am 22. September 1834 erfolgte die Erbhuldigung für den preußischen König. Große Teile des Erlöses wurden für den Ausbau des privaten Besitzes der Herzöge in Grein (Oberösterreich) verwendet. Preußen gliederte die Ländereien als Kreis St. Wendel in den Regierungsbezirk Trier der Rheinprovinz ein.

## Regierung, Verwaltung und Justizorganisation
Nach der Inbesitznahme wurde zunächst eine Landeskommission als oberste Behörde des Fürstentums Lichtenberg eingerichtet. Mit Verordnung vom 12. Mai 1821 wurde diese durch die „Herzoglich Sächsische Regierung des Fürstenthums Lichtenberg“ ersetzt. Diese bestand aus zwei Abteilungen. Die erste Abteilung bekam den Namen: „Regierung als Landeshoheits- und Verwaltungs-Collegium“, die zweite: „Regierung als Appellationsgericht“.
Bereits im Jahre 1817 war das Territorium für Verwaltungszwecke in drei Kantone und 15 Bürgermeistereien eingeteilt worden, die der ersten Abteilung der Regierung unterstellt waren.
Die Justizorganisation wurde aus der französischen Gerichtsorganisation des Linken Rheinufers übernommen. Für Zivilsachen bestand je Kanton ein Friedensgericht als Eingangsgericht. Dies waren das Friedensgericht Sankt Wendel, das Friedensgericht Baumholder und das Friedensgericht Grumbach. Diesen war das Landgericht Sankt Wendel übergeordnet, das zugleich auch Strafgericht der ersten Instanz war. Es bestand aus einem Landgerichtsdirektor, zwei Richtern und einem Staatsprokurator. Mit Verordnung vom 22. Mai 1821 wurde die „Landes-Regierung als Justiz-Collegium“ ab dem 1. September des genannten Jahres als „Cassationshof für das Fürstenthum Lichtenberg, mithin zur obersten Justizstelle für dasselbe“ aufgestellt. Indem man die Lichtenberger Regierung somit „zugleich als Appellations- und Kassationsgericht einsetzte“, gab man „die Trennung von Justiz und Verwaltung“ ganz auf, was in der Folge „natürlich zu großen Unzuträglichkeiten“ führte. Nicht einmal ganze vier Jahre später, am 7. April 1825, wurde deshalb in Coburg ein eigenes Kassationsgericht für Urteile des Lichtenberger Appellationsgerichts in St. Wendel geschaffen. Preußen übernahm 1834 hiervon die Eingangsgerichte und wies diese zunächst dem Landgericht Trier, aber schon 1835 dem günstiger gelegenen Landgericht Saarbrücken zu (siehe hierzu auch Gerichte in der Rheinprovinz).
Mit Verordnung vom 27. April 1821 wurde ein sogenannter Landrath als landständische Vertretung eingerichtet. Dieser bestand aus 7 Mitgliedern, von denen der Kanton Sankt Wendel drei und die anderen beiden Kantone je zwei Mitglieder wählten. Dieser Landrat hatte die Aufgabe einer Beratung und Begutachtung der Gesetze und des Haushaltes. Mehrausgaben bedurften der Genehmigung durch den Landesausschuss.

## Daten
- Fläche: 537 km²
- Bevölkerung: ca. 25.000
- Gemeinden: Zu dem Fürstentum gehörten knapp hundert Gemeinden.[11]

Nach heutigem Gebietsstand liegen auf dem Territorium:
- im Saarland
  - die Stadt St. Wendel ohne die bis 1947 pfälzischen Ortsteile Bubach, Hoof, Marth, Niederkirchen, Osterbrücken und Saal;
  - die Gemeinde Freisen ohne die Ortsteile Asweiler und Eitzweiler;
  - die Gemeinde Marpingen ohne den Ortsteil Berschweiler;
  - die Gemeinde Namborn ohne den Ortsteil Hirstein;
  - die Gemeinde Oberthal ohne den Ortsteil Steinberg-Deckenhardt;
  - von der Stadt Ottweiler die Stadtteile Fürth mit Wetschhausen, Mainzweiler und Steinbach;
- in Rheinland-Pfalz
  - die gesamte Verbandsgemeinde Baumholder;
  - sämtliche heute nicht mehr bestehende Gemeinden auf dem Gebiet des Truppenübungsplatzes Baumholder;
  - von der Stadt Idar-Oberstein die Stadtteile Hammerstein, Kirchen-, Mittel- und Nahbollenbach sowie Weierbach;
  - von der Verbandsgemeinde Herrstein die Gemeinden Dickesbach, Mittelreidenbach, Oberreidenbach, Schmidthachenbach, Sien (mit Sienerhöfe), Sienhachenbach;
  - von der Verbandsgemeinde Kusel die Ortsgemeinden Pfeffelbach, Reichweiler, Ruthweiler und Thallichtenberg (mit Burglichtenberg);
  - von der Verbandsgemeinde Altenglan die Gemeinde Niederalben;
  - von der Verbandsgemeinde Lauterecken-Wolfstein die Gemeinden Buborn, Deimberg, Grumbach, Hausweiler, Herren-Sulzbach, Homberg, Kappeln, Kirrweiler, Langweiler, Merzweiler, Unterjeckenbach und Wiesweiler sowie von der Ortsgemeinde Offenbach-Hundheim der Ortsteil Offenbach am Glan und von der Ortsgemeinde Glanbrücken der Ortsteil Niedereisenbach.

## Regierung
- Christoph Arzberger (1772–1822), Astronom, Gymnasialprofessor in Coburg, Geheimer Rat und Präsident der Regierung des Fürstentums Lichtenberg 1821–1822 und Kammerpräsident in Sachsen-Coburg-Saalfeld 1821–1822